# Страсть к вуду
Страсть к вуду (нем. Der Ruf der blonden Göttin; иное название Страсть вуду) — швейцарский эротический фильм 1977 года режиссёра Хесуса Франко. Премьера фильма состоялась 9 декабря 1977 года.

## Сюжет
Жена британского дипломата переезжает жить к нему на Гаити, где он выполняет свои непосредственные должностные обязанности. Здесь Сюзанна вовлекается в водоворот сексуальных и мистических событий. Она выясняет, что её муж занимается сексом со своей сестрой Ольгой, которая к тому же имеет ещё лесбийскую связь со служанкой. Вскоре сама Сюзанна подвергается зомбированию во время ритуалов вуду, когда танцует обнажённой под ритм барабанов. После совершения ритуала Сюзанна превращается в убийцу.

## В ролях
- Карин Гамбье — Ольга
- Нанда ван Берген — Инес
- Ада Таулер — Сюзанна

## Художественные особенности
Все убийства в фильме остаются за кадром, отдавая доминирующую роль в фильме эротическому содержанию. При этом в большинстве сцен актрисы появляются полностью обнажёнными.